# Wolfgang Hildesheimer
Wolfgang Hildesheimer (9. prosince 1916 v Hamburku – 21. srpna 1991 v Poschiavu, Graubünden, Švýcarsko) byl německo-židovský spisovatel, dramatik, grafik a malíř. Je známý především svými rozhlasovými a divadelními hrami.

## Život
Wolfgang Hildesheimer byl synem židovským rodičů žijících v Hamburku. Po vyučení truhlářem v Palestině, kam se svými rodiči emigroval, studoval malířství a scénografii v Londýně. Roku 1946 započal své působení jako simultánní tlumočník a soudní zapisovatel u norimberských procesů. Poté pracoval jako spisovatel a byl členem Skupiny 47. Velký rozruch vzbudil projev, který Hildesheimer pronesl při příležitosti Mezinárodního týdne studentského divadla v Erlangenu pod názvem O absurdním divadle. Roku 1980 pronesl Hildesheimer zahajovací proslov k Salcburským slavnostem (Co vypovídá hudba).
Vedle svých literárních děl je Hildesheimer také autorem koláží, které jsou sebrány do několika sbírek (první z nich byla Konečně sám (Endlich allein, 1984)). Podobné, rovněž tematicky příbuzné nadání měl Peter Weiss či Ror Wolf.
Od roku 1957 žil v Poschiavu ve Švýcarsku; zde také roku 1991 zemřel a je pohřben na místním hřbitově.

### Vyznamenání
- Rozhlasová cena válečných slepců, 1955 (za hru Princezna Turandot)
- Büchnerova cena, 1966
- Brémská literární cena, 1966

## Dílo
- 1952 Nelaskavé legendy, povídky
- 1953 Ráj falešných ptáků, roman
- 1953 Balkánexpres aneb Ze života padělatele, rozhlasová hra (NWDR 1953, ČRo 1997, režie: Ivan Chrz)[2]
- 1954 Na březích Plotinitzy rozhlasová hra (BR 1954; NDR 1956)
- 1954 Princezna Turandot rozhlasová hra (Rozhlasová cena válečných slepců) (ČRo 1965, R: Ludvík Pompe)
- 1955 Dračí trůn, komedie
- 1955 Obětovaná Helena (Das Opfer Helena), rozhlasová hra, v letech 1959 a 1961 přepracována jako divadelní hra, český překlad: Alexander Kozák
- 1958 Pastorála anebo Čas kakaa, divadelní hra
- 1960 Havrani pana Walsera (Herrn Walsers Raben), rozhlasová hra, v Českém rozhlasu nastudoval v roce 1992 režisér Josef Henke, přeložil Jiří Janovský.
- 1960 O absurdním divadle, projev
- 1961 Dobývání princezny Turandot, (Die Eroberung der Prinzessin Turandot), divadelní hra, český překlad: Bedřich Becher
- 1961 Zpoždění, divadelní hra, český překlad: Jitka Bodláková
- 1962 Zbytečné poznámky, programatická próza
- 1963 Noční příběh (Das Nachtstück), divadelní hra, český překlad: Bohumil Černík
- 1965 Tynset, román, český překlad: Jitka Bodlákové, Odeon 1968
- 1970 Mary Stuart, divadelní hra
- 1971 Zeiten in Cornwall
- 1973 Masante, román
- 1977 Mozart Biografie, český překlad: Hanuš Karlach, Praha : Arbor vitae, 2006, ISBN 80-86300-73-0
- 1981 Marbot : životopis (Marbot. Eine Biographie), český překlad: Anita Pelánová, Praha ; Litomyšl : Paseka, 2002, ISBN 80-7185-419-0
- 1983 Mitteilungen an Max über den Stand der Dinge und anderes
- 1984 Endlich allein, koláže
- 1984 Gedichte und Collagen, k vydání připravil: Volker Jehle
- 1986 In Erwartung der Nacht, koláže
- 1988 Die Hörspiele, k vydání připravil: Volker Jehle
- 1989 Die Theaterstücke, k vydání připravil: Volker Jehle
- 1989 Signatur, 11. díl řady připravované Hansem Theo Rommerskirchenem
- 1990 Mit dem Bausch dem Bogen. Zehn Glossen mit einer Grafik, k vydání připravil: Volker Jehle
- 1991 Landschaft mit Phoenix, koláže
- 1991 Gesammelte Werke in 7 Bänden (Souborné vydání díla v sedmi dílech) k vydání připravili: Christiaan L. Hart Nibbrig a Volker Jehle, Suhrkamp, Frankfurt
- 1991 Rede an die Jugend. Mit einem Postscriptum für die Eltern und zwei Collagen, doslov: Christiaan L. Hart Nibbrig